# Kool & the Gang
Kool & the Gang je ameriška jazz/R&B/soul/funk/disco skupina. Njihovi začetki segajo v leto 1964, v mesto Jersey City. Sprva so se imenovali Jazziacs in se preimenovali v Kool & the Gang leta 1969, ko so tudi podpisali pogodbo z novo založbo De-Lite Records. Skupina je začela s klasičnim jazzom, nato so se preusmerili v R&B in funk in še kasneje v lahkotno disko glasbo ter končali najuspešnejše obdobje delovanja z mešanico popa in R&B-ja sredi osemdesetih let. Nekoliko večje pozornosti so bili ponovno deležni leta 1994, ko je Quentin Tarantino njihovo skladbo »Jungle Boogie« uporabil za glasbeno podlago svojega kultnega filma Šund.
Glavni člani skupine so bili brata Robert »Kool« Bell na basu in Ronald Bell na tenorskem saksofonu, George Brown (bobni), Dennis Thomas (altovski saksofon), Claydes Charles Smith (kitara) ter Rick Westfield (klaviature). Po albumu Forever (1986) sta brata Bell zapustila skupino, kar je pomenilo konec najuspešnejšega obdobja.
Po svetu so prodali več kot 70 milijonov albumov.

## Diskografija

### Albumi
| Leto | Album                                                | ZDA | UK | Opombe                                              |
| ---- | ---------------------------------------------------- | --- | -- | --------------------------------------------------- |
| 1970 | Kool and the Gang                                    | -   | -  | debitantski album                                   |
| 1971 | Live at the Sex Machine                              | 122 | -  | album v živo                                        |
| 1971 | The Best of Kool and the Gang                        | 157 | -  | kompilacija                                         |
| 1971 | Live at PJ's                                         | 171 | -  | posnetki v živo, posneto 29. maja 1971 v Hollywoodu |
| 1972 | Music Is the Message                                 | -   | -  |                                                     |
| 1972 | Good Times                                           | 142 | -  |                                                     |
| 1973 | Wild and Peaceful                                    | 33  | -  |                                                     |
| 1974 | Kool Jazz                                            | 187 | -  | kompilacija                                         |
| 1974 | Light of Worlds                                      | 63  | -  |                                                     |
| 1975 | Kool & the Gang Greatest Hits!                       | 81  | -  | kompilacija                                         |
| 1975 | Spirit of the Boogie                                 | 48  | -  |                                                     |
| 1976 | Love & Understanding                                 | 68  | -  |                                                     |
| 1976 | Open Sesame                                          | 110 | -  |                                                     |
| 1976 | Behind the Eyes                                      | -   | -  |                                                     |
| 1978 | The Force                                            | 142 | -  |                                                     |
| 1978 | Everybody's Dancin'                                  | -   | -  |                                                     |
| 1979 | Ladies' Night                                        | 13  | -  |                                                     |
| 1980 | Celebrate!                                           | 10  | -  |                                                     |
| 1981 | Something Special                                    | 12  | 10 |                                                     |
| 1982 | As One                                               | 29  | -  |                                                     |
| 1983 | Twice as Kool (The Hits of Kool & The Gang)          | -   | 4  | kompilacija                                         |
| 1983 | In the Heart                                         | 29  | 18 |                                                     |
| 1984 | Emergency                                            | 13  | -  |                                                     |
| 1986 | Forever                                              | 25  | -  |                                                     |
| 1988 | Everything's Kool & the Gang: Greatest Hits & More   | 109 | -  | kompilacija                                         |
| 1988 | The Singles Collection                               | -   | 28 | kompilacija                                         |
| 1989 | Sweat                                                | -   | -  |                                                     |
| 1993 | Unite                                                | -   | -  |                                                     |
| 1993 | The Best Of Kool & The Gang (1969-1976)              | -   | -  | kompilacija                                         |
| 1994 | Celebration: The Best Of Kool & The Gang (1979-1987) | -   | -  | kompilacija                                         |
| 1996 | State of Affairs                                     | -   | -  |                                                     |
| 1999 | The Very Best of Kool & the Gang                     | -   | -  | kompilacija                                         |
| 2001 | Gangland                                             | -   | -  |                                                     |
| 2004 | The Hits: Reloaded                                   | -   | -  |                                                     |
| 2007 | Still Kool                                           | -   | -  |                                                     |
| 2013 | Kool for the Holidays                                | -   | -  |                                                     |